# Béatrice de Bourbon
Pour les articles homonymes, voir Béatrice de Bourbon (homonymie).
Béatrice de Bourbon (1320 - 23 décembre 1383), reine consort de Bohême et comtesse consort de Luxembourg, est la fille de Louis Ier, duc de Bourbon, comte de Clermont et de la Marche, et de Marie de Hainaut, et l'épouse de Jean Ier de Bohême.

## Origine et famille
Béatrice est la seconde fille du duc Louis Ier de Bourbon, et de son épouse Marie de Hainaut. Ses frères sont Pierre Ier, duc de Bourbon, et Jacques Ier de Bourbon-La Marche, comte de Clermont et de la Marche. Ses grands parents paternels sont Robert de Clermont, fils du roi Louis IX de France, et Béatrice de Bourgogne.

## Mariage et descendance
Elle épouse en 1334 Jean Ier de Luxembourg, roi de Bohême qui voyage beaucoup en Europe. En 1337, elle donne naissance à Prague à son unique enfant Venceslas Ier de Luxembourg, dans des circonstances particulières qui pourraient être la première césarienne recensée dans l'histoire où la mère et l'enfant auraient survécu. Elle part ensuite au Luxembourg pour ne revenir qu'épisodiquement en Bohême.

## Fin de vie
Béatrice meurt en 1383. Son tombeau est d'abord placé à l'église des Jacobins à Paris (comme celui de son père). Actuellement, son gisant se trouve à la basilique de Saint-Denis.
Elle avait donné une prairie à la commune de Nogent-sur-Oise dans le cadre du culte des saintes locales, Sainte-Brigide et Sainte Maure.